# Ludwig Kaulhausen
Ludwig Kaulhausen (* 30. Januar 1875; † 1957) war ein deutscher Vizeadmiral der Reichsmarine.

## Leben
Ludwig Kaulhausen trat am 16. April 1894 in die Kaiserliche Marine ein und wurde am 22. April 1894 Kadett. Am 13. Mai 1895 wurde er Seekadett.
Von April 1916 bis März 1917 war er als Korvettenkapitän (Beförderung am 13. Juni 1912) Kommandant des Minenkreuzers Nautilus. Beim Unternehmen Albion war er anschließend bis Oktober 1918 Chef der Netzsicherungsgruppe Ostsee. Im August/September 1918 war er zwischenzeitlich in Vertretung Kommandant des Kleinen Kreuzers Pillau. Als Fregattenkapitän (Beförderung am 17. März 1918) war er von Oktober 1918 bis November 1919, bevor die kaiserliche Hochseeflotte den Marsch in die Internierung nach Scapa Flow antrat, Kommandant des Kleinen Kreuzers Cöln.
Nach dem Krieg wurde er in die Reichsmarine übernommen und am 5. Februar 1920 Kapitän zur See. Später wurde er Kommandeur der Schiffstammdivision der Ostsee. Am 1. Oktober 1923 erhielt er die Beförderung zum Konteradmiral und wurde am 31. März 1925 mit dem Charakter als Vizeadmiral aus der Marine verabschiedet.